# Лопес Ромеро, Кристобаль
Кристо́баль Ло́пес Роме́ро (исп. Cristóbal López Romero; род. 19 мая 1952, Велес-Рубио, Испания) — испано-марокканский кардинал. Архиепископ Рабата с 29 декабря 2017. Апостольский администратор Танжера с 24 мая 2019 до 7 февраля 2023. Кардинал-священник с титулом церкви Сан-Леоне I с 5 октября 2019.